# شاه‌تپه ساوجبلاغ
شاه تپه ساوجبلاغ مربوط به دوران‌های تاریخی پس از اسلام است و در شهرستان ساوجبلاغ، بخش چندار، روستای چهار دانگه واقع شده و این اثر در تاریخ ۲ بهمن ۱۳۸۲ با شمارهٔ ثبت ۱۰۸۲۹ به‌عنوان یکی از آثار ملی ایران به ثبت رسیده‌است.